# کربی بدون
کربی بدون (به انگلیسی: Kirby Bedon) یک روستا و محله مدنی در بریتانیا است که در South Norfolk واقع شده‌است. کربی بدون ۷٫۸۲ کیلومتر مربع مساحت و ۱۹۸ نفر جمعیت دارد.